# De-Lovely
Pour plus de détails, voir Fiche technique et Distribution.
De-Lovely est un film musical américain réalisé par Irwin Winkler, sorti en 2004. 
Dans ce film biographique sur le compositeur Cole Porter, le rôle-titre est interprété par Kevin Kline et celui de son épouse Linda Porter par Ashley Judd. 
En 1946, le film Nuit et Jour réalisé par Michael Curtiz proposait une version expurgée de la vie du compositeur, sans mentionner son homosexualité. C'était alors Cary Grant qui interprétait le rôle.

## Synopsis
Histoire de la vie du compositeur Cole Porter.

## Fiche technique
- Titre : De-Lovely
- Titre original : De-Lovely
- Réalisation : Irwin Winkler
- Scénario : Jay Cocks
- Musique : Stephen Endelman
- Costumes : Janty Yates
- Montage : Julie Monroe
- Distribution des rôles : Nina Gold
- Direction artistique : John Hill
- Production : Rob Cowan
- Production exécutive : Simon Channing-Williams
- Société de distribution : UFD
- Pays d'origine :  États-Unis
- Budget : 20 millions de dollars
- Recettes mondiales : 18 484 627 de dollars
- Format : couleur - 1,85:1	- 35 mm - son DTS / Dolby Digital / DTS
- Dates de sortie en salles : 
  -  États-Unis : 2 juillet 2004
  -  France : 6 octobre 2004

## Distribution
- Kevin Kline (VF : Dominique Collignon-Maurin) : Cole Porter
- Ashley Judd (VF : Martine Irzenski) : Linda Lee Thomas/Porter
- Jonathan Pryce (VF : Jean-Luc Kayser) : Gabriel
- Kevin McNally (VF : Michel Modo) : Gerald Murphy
- Sandra Nelson (VF : Catherine Davenier) : Sara Murphy
- Allan Corduner : Monty Woolley
- Peter Polycarpou (VF : Michel Mella) : Louis B. Mayer
- Keith Allen (VF : Georges Claisse) : Irving Berlin
- James Wilby (VF : Marcel Guido) : Edward Thomas
- Richard Dillane (VF : Bernard Gabay) : Bill Wrather
- Edward Baker-Duly (VF : Damien Boisseau) : Boris Kochno
- Peter Jessop : Diaghilev
- Jeff Harding (VF : Jean-Yves Chatelais) : Cody
- Caroline O'Connor : Ethel Merman
- Lara Fabian : Patricia Morisson

## Bande originale
1. It's De-Lovely - Robbie Williams
2. Let's Do It (Let's Fall in Love) - Alanis Morissette
3. Begin the Beguine - Sheryl Crow
4. Let's Misbehave - Elvis Costello
5. Be a Clown - Kevin Kline, Peter Polycarpou et chœurs
6. Night and Day - John Barrowman et Kevin Kline
7. True Love - Ashley Judd et Tayler Hamilton
8. What Is This Thing Called Love? - Lemar
9. I Love You - Mick Hucknall
10. Just One of Those Things - Diana Krall
11. Anything Goes - Caroline O'Connor
12. Experiment - Kevin Kline
13. Love for Sale - Vivian Green
14. So in Love - Lara Fabian et Mario Frangoulis
15. Ev'ry Time We Say Goodbye - Natalie Cole
16. Blow, Gabriel, Blow - Jonathan Pryce, Kevin Kline et chœurs
17. In the Still of the Night - Kevin Kline et Ashley Judd
18. You're the Top - Cole Porter

## Autour du film
- Le titre du film, De-Lovely, reprend le nom d'une des chansons de Porter.
- Le film a fait la clôture du Festival de Cannes 2004, avec la présence de tous les chanteurs et acteurs du film.